# Paradiastema nitens
Paradiastema nitens är en fjärilsart som beskrevs av George Thomas Bethune-Baker 1911. Paradiastema nitens ingår i släktet Paradiastema och familjen tandspinnare. Inga underarter finns listade i Catalogue of Life.